# Kleber Mendonça Filho
Kleber de Mendonça Vasconcellos Filho (Recife, 1968) és un director i crític cinematogràfic brasiler. Llicenciat en periodisme per la Universitat Federal de Pernambuco, Kleber Mendonça Filho va començar la seva carrera com a crític de cinema i periodista. Va escriure per a periòdics com Jornal do Commercio i Folha de S. Paulo, per a revistes com a Continente i per al seu propi lloc, CinemaScópio i Cinética,
Com a director, va experimentar amb ficció, documentals i videoclips en els anys noranta. Va emigrar del vídeo a la pel·lícula digital i de 35 mm en la dècada de 2000. Al llarg d'aquesta dècada, va realitzar diversos curtmetratges, entre ells A Menina do Algodão (codirigit per Daniel Bandeira, 2002), Vinil Verde (2004), Eletrodoméstica (2005), Noite de Sexta Manhã de Sábado (2006), i Recife Frio (2009), així com un documental de llargmetratge, Crítico (2008).
O Som ao Redor (2013) va ser el primer llargmetratge de Mendonça, que va guanyar nombrosos premis. El crític de cinema AO Scott del The New York Times la va incloure a la seva llista de les 10 millors pel·lícules del 2012. Caetano Veloso, a la seva columna del diari O Globo, la va classificar com "una de les millors pel·lícules realitzades recentment al món". El crític Lucas Salgado del lloc web AdoroCinema va donar a la pel·lícula una puntuació de 5 sobre 5, escrivint: "La pel·lícula parla d'una manera subtil i utilitza un so tan rarament vist al cinema mundial". Lucas va informar que la pel·lícula és "bella, divertida, aterradora i captivadora" i també va dir que "no és una pel·lícula que li calgui cridar per ser escoltada, no necessita grans escenes dramàtiques per assolir el seu objectiu ni tan sols per explicar una història".
El 2016, el seu següent llargmetratge, Aquarius es va estrenar en competició al Festival de Canes i posteriorment va ser nominat a la millor pel·lícula internacional als 32è Premis Independent Spirit i el César a la millor pel·lícula estrangera però va perdre davant Toni Erdmann de Maren Ade i Jo, Daniel Blake de Ken Loach, respectivament.
Tres anys més tard, la seva tercera pel·lícula Bacurau, escrita i dirigida amb Juliano Dornelles, va guanyar el premi del jurat al 72è Festival Internacional de Cinema de Canes, compartida amb Les Misérables.
Les pel·lícules de Mendonça han rebut més de 120 premis al Brasil i a l'estranger, amb seleccions en festivals com Nova York, Copenhaguen i Canes (Quinzaine des réalisateurs). Els festivals de cinema de Rotterdam, Tolosa i Santa Maria da Feira han presentat retrospectives de les seves pel·lícules. S'ha exercit com a programador de cinema per a la Fundació Joaquim Nabuco.

## Filmografia
- 2019 - Bacurau
- 2016 - Aquarius
- 2015 - A Copa do Mundo no Recife curtmetratge
- 2013 - O Som ao Redor
- 2009 - Recife Frio curtmetratge
- 2008 - Crítico (documental)
- 2006 - Noite de Sexta, Manhã de Sábado curtmetratge
- 2005 - Eletrodoméstica curtmetratge
- 2004 - Vinil Verde curtmetratge
- 2002 - A Menina do Algodão
- 1997 - Enjaulado curtmetratge